# لينا ماجايا
لينا جوليا فرانسيسكو ماجايا (1940-27 يونيو 2011)، كاتبة موزمبيقية وصحفية ومن قدامى المحاربين في الحرب من أجل استقلال موزمبيق. كانت امرأة ذات جوانب عديدة، برزت خلال حياتها في مجالات عدة منها: الكتابة والسينما والتنمية الريفية أو حتى كجندية لتحرير البلاد من حكم الاستعمار.

## السيرة الذاتية
ولدت لينا ماجيا في مابوتو عام 1940. وبينما كانت لا تزال بالمدرسة، انضمت إلى جبهة تحرير موزمبيق وسُجنَت لمدة ثلاثة أشهر بسبب أنشطتها السياسية. كانت واحدة من أوائل النساء الموزمبيقيات اللائي حصلن على منحة دراسية بالخارج، وحصلت على درجة البكالوريوس من جامعة لشبونة. ذهبت بعدها إلى تنزانيا للتدريب العسكري، وفي عام 1975 أصبحت عضوة في جيش تحرير فريليمو.
في عام 1980، شاركت في مشروع «المناطق الخضراء» التابع لمنظمة نساء موزمبيق، والذي يهدف إلى توفير الغذاء لمناطق الحضر،  وبعدها بعامين ذهبت إلى مانهيشا بمقاطعة مابوتو، حيث أصبحت نائبة المدير لمزرعة سكر بولاية مراجرا. وفي عام 1986، أصبحت مديرة التنمية الزراعية في منطقة مانهيشا، لكن تعرض عملها للهجوم من قِبل حركة المقاومة المسلحة «رينامو» خلال الصراعات الداخلية التي أعقبت الاستقلال.
توفيت في 27 يونيو 2011، ضحية مرض الربو، بعد أشهر قليلة من لقاء هاتفي مع رئيسة جمهورية موزمبيق. وصفها رئيس وزراء موزمبيق بأنها «مناضلة عظيمة ومواطنة شديدة النشاط، وفي خلال مراحل حياتها بذلت قصارى جهدها للأمة الموزمبيقية».

## الكتابة
كتابها Dumba Nengue 1987، والذي نُشر بالإنجليزية باسم "Run For Your Life" (انج بحياتك)، وكتاب Duplo Massacre en Moçambique «مذبحة مزدوجة في موزمبيق» يستندان إلى روايات شهود عيان من الناجين من الأعمال الوحشية في الحرب الأهلية الموزمبيقية. ويحتويان على حلقات مروعة توضح طبيعة الحرب الوحشية والقوة البديلة لنظام الفصل العنصري «متمردي رينامو».